# C-1412a
La C-1412a és una carretera comarcal que comença a la C-14, dins el terme municipal de Ponts, a la comarca de la Noguera, i mena a Jorba, a la comarca de l'Anoia. Té un recorregut de 56 quilòmetres. Històricament, és un tram de l'antiga carretera C-1412, actualment dividida en diverses carreteres: la C-1412a, la C-1412b de Ponts a Tremp, al Pallars Jussà, la C-1412az (tram vell per l'interior de Calaf de l'actual C-1412a), i la C-1412bz (tram vell per l'interior d'Isona, Conques i Figuerola d'Orcau de l'actual C-1412b).